# Heinrich Tietze

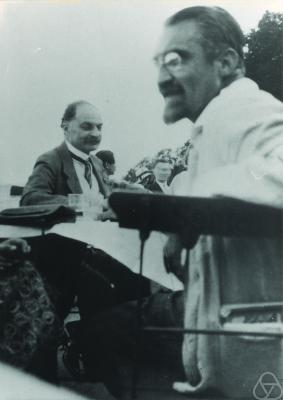
Heinrich Tietze (po prawej) z Friedrichem Hartogsem

Heinrich Franz Friedrich Tietze (ur. 31 sierpnia 1880 w Schleinz w Austrii, zm. 17 lutego 1964 w Monachium) – austriacki matematyk. Udowodnił w klasie przestrzeni metrycznych twierdzenie nazywane dziś twierdzeniem Tietziego-Urysohna

## Wybrane publikacje
- Gelöste und ungelöste Probleme der Mathematik aus alter und neuer Zeit. 14 Vorträge für Laien und für Freunde der Mathematik, 2 Bände, DTV 1982, auch 7. Auflage, Beck Verlag, München 1980
- Über Schachturnier-Tabellen, Mathematische Zeitschrift, Bd.67, 1957, S.188
- Einige Bemerkungen zum Problem des Kartenfärbens auf einseitigen Flächen, Jahresbericht DMV 1910
- Über Funktionen, die auf einer abgeschlossenen Menge stetig sind, Journal für Reine und Angewandte Mathematik, Bd.145, 1915
- Über die mit Lineal und Zirkel und die mit dem rechten Zeichenwinkel lösbaren Konstruktionsaufgaben, Mathematische Zeitschrift Bd.46, 1940. gdz.sub.uni-goettingen.de. [zarchiwizowane z tego adresu (2015-12-27)].
- wspólnie z Leopoldem Vietorisem Beziehungen zwischen den verschiedenen Zweigen der Topologie, Enzyklopädie der Mathematischen Wissenschaften 1929
- Über die Anzahl der stabilen Ruhelagen eines Würfels, Elemente der Mathematik Bd.3, 1948
- Über die topologische Invarianten mehrdimensionaler Mannigfaltigkeiten, Monatshefte für Mathematik und Physik, Bd. 19, 1908, S.1-118
- Über Simony Knoten und Simony Ketten mit vorgeschriebenen singulären Primzahlen für die Figur und für ihr Spiegelbild, Mathematische Zeitschrift Bd.49, 1943, S.351. gdz.sub.uni-goettingen.de. [zarchiwizowane z tego adresu (2016-01-23)].